# Bodo Pieroth
Bodo Pieroth (* 13. Juni 1945 in Chemnitz) ist ein deutscher Staatsrechtslehrer und Verwaltungsrechtler. Er ist emeritierter Professor für Öffentliches Recht und war bis 2013 Direktor des Instituts für Öffentliches Recht und Politik der Westfälischen Wilhelms-Universität Münster.

## Leben
Pieroth wuchs in Lüdenscheid, Dortmund und Stuttgart auf, wo er am Eberhard-Ludwigs-Gymnasium das Abitur ablegte. Anschließend studierte er von 1965 bis 1969 Rechtswissenschaft an den Universitäten München, Bonn und Freiburg und beendete das Studium mit der 1. juristischen Staatsprüfung. 1970/71 folgte ein Diplomstudium am Institut Européen des Hautes Études Internationales in Nizza. Von 1971 bis 1979 war er wissenschaftlicher Assistent von Friedrich Müller an der Universität Heidelberg. 1973 legte er die 2. juristische Staatsprüfung ab. Es folgten 1975 die Promotion zum Thema Störung, Streik und Aussperrung an der Hochschule und 1979 die Habilitation zum Thema Rückwirkung und Übergangsrecht, beide in Heidelberg und betreut von Friedrich Müller.
Nach einer Tätigkeit als Lehrstuhlvertreter an der Universität Bonn 1980 war Pieroth Professor für Öffentliches Recht an den Universitäten Bochum (1980–1988; dort war er im akademischen Jahr 1982/83 auch Dekan) und Marburg (1988–1993). Seit 1993 lehrte er an der Universität Münster. Dort war er Geschäftsführender Direktor des Instituts für Öffentliches Recht und Politik und von 2002 bis 2004 Dekan der Rechtswissenschaftlichen Fakultät. Nach zwanzigjähriger Wirkungszeit an der Westfälischen Wilhelms-Universität ging Pieroth zum Sommersemester 2013 in den Ruhestand. Sein Lehrstuhlnachfolger ist Fabian Wittreck. 
Gastprofessuren führten Pieroth an die Universitäten Saint Louis (1988), Jena (1990/91), Aix-en-Provence 1994, Virginia (1997 und 2005) sowie Paris 1 Panthéon-Sorbonne (2009 und 2010). Vor der Vereinigung der Deutschen Staatsrechtslehrer berichtete Pieroth auf der Tagung 1991 in Gießen über das Thema Der Rechtsstaat und die Aufarbeitung der vor-rechtsstaatlichen Vergangenheit. In den Jahren 2006 bis 2008 zählte Pieroth zum Vorstand der Vereinigung. Er ist Mitglied der Vereinigung für Verfassungsgeschichte. Von 2013 bis 2016 war er Mitglied der Verfassungskommission des Landtags Nordrhein-Westfalen.
Zu seinen Forschungsschwerpunkten zählen Grundrechte, Staatsorganisationsrecht, Polizeirecht, Kulturrecht (Schul-, Hochschul-, Medien-, Staatskirchenrecht), Verfassungsgeschichte sowie Recht und Literatur. Zu seinen Schülern gehören Thorsten Kingreen, Christoph Görisch und Bernd J. Hartmann. Die ehemalige Bundesjustizministerin Katarina Barley (SPD) promovierte ebenfalls bei Pieroth.
Sein gemeinsam mit Bernhard Schlink verfasstes Lehrbuch zu den Grundrechten, das nunmehr von Kingreen und Poscher fortgeführt wird, gilt als Klassiker der juristischen Ausbildungsliteratur.
Pieroth ist wiederholt als Prozessbevollmächtigter oder Sachverständiger vor dem Bundesverfassungsgericht aufgetreten, so in den Verfahren zum Asylkompromiss, zum Schwangerschaftsabbruch, gegen die Untersuchungshaft des Spediteurs Thomas Betz und einer Wohngruppe geistig Behinderter sowie zuletzt über die automatische Kennzeichenerfassung. Die ihm angetragene Prozessvertretung im NPD-Verbotsverfahren lehnte Pieroth nach eigener Aussage ab. Im September 2019 gehörte er zu den etwa 100 Staatsrechtslehrern, die sich mit dem offenen Aufruf zum Wahlrecht Verkleinert den Bundestag! an den Deutschen Bundestag wandten.
Seit 2019 ist er Mitglied im Beirat des Instituts für Weltanschauungsrecht (ifw). Im Oktober 2019 legte er beim Bundesverfassungsgericht ein Rechtsgutachten zum kirchlichen Arbeitsrecht im Fall „Egenberger“ vor, in dem er die anhängige Verfassungsbeschwerde der Diakonie als unzulässig und unbegründet bewertete.
Pieroth ist verheiratet, evangelischer Konfession und Vater von drei Kindern.

## Zitate
„Die Franzosen haben die Bastille gestürmt, die Deutschen haben die Verwaltungsgerichtsbarkeit und den Grundsatz der Verhältnismäßigkeit erfunden.“

## Werke

### Bücher (Auswahl)
- Störung, Streik und Aussperrung an der Hochschule. Duncker & Humblot, Berlin 1976, ISBN 978-3-428-03586-1 (Dissertation)
- Rückwirkung und Übergangsrecht. Verfassungsrechtliche Maßstäbe für intertemporale Gesetzgebung. Duncker & Humblot, Berlin 1981, ISBN 978-3-428-04890-8 (Habilitationsschrift).
- mit Dirk Ehlers, Christian Starck u. a.: Der Rechtsstaat und die Aufarbeitung der vor-rechtsstaatlichen Vergangenheit. Eigentumsschutz, Sozialbindung und Enteignung bei der Nutzung von Boden und Umwelt (= Veröffentlichungen der Vereinigung der Deutschen Staatsrechtslehrer). Walter de Gruyter, Berlin/New York 1992 (Staatsrechtslehrer-Referat).
- mit Hans D. Jarass: Grundgesetz für die Bundesrepublik Deutschland. 15. Auflage, C.H. Beck, München 2018, ISBN 978-3-406-72369-8 (danach als Autor ausgeschieden).
- mit Peter Silberkuhl (Hrsg.): Die Verfassungsbeschwerde. Einführung – Verfahren – Grundrechte. LexisNexis Deutschland/ZAP Verlag, Münster 2008, ISBN 978-3-89655-373-7.
- Recht und Literatur. Von Friedrich Schiller bis Martin Walser. C.H. Beck, München 2015, ISBN 978-3-406-68191-2.
- Verfassungsrecht: historisch und dogmatisch, theoretisch und literarisch. Ausgewählte Schriften von Bodo Pieroth, hrsg. von Christoph Görisch, Bernd J. Hartmann und Thorsten Kingreen. C.F. Müller, Heidelberg 2020, ISBN 978-3-8114-5268-8.
- Recht und französische Literatur. Von Jean de la Fontaine bis Albert Camus. C. H. Beck, München 2021, ISBN 978-3-406-77374-7.
- Die Deutsche Hochschule der Polizei als wissenschaftliche Hochschule. Rechtsgutachterliche Stellungnahmen zu ihrer Verankerung (= Schriftenreihe der Deutschen Hochschule der Polizei, N.F., Bd. 18). Hochschulverlag / Deutsche Hochschule der Polizei, Münster 2022, ISBN 978-3-945856-20-8.
- Recht und italienische, spanische und russische Literatur. Von Giovanni Boccaccio bis Alexander Solschenizyn. C. H. Beck, München 2023, ISBN 978-3-406-80819-7.

### Lehrbücher
- mit Bernhard Schlink: Grundrechte. Staatsrecht II. 27. Auflage, C. F. Müller, Heidelberg 2011, ISBN 978-3-8114-9812-9, fortgeführt von Thorsten Kingreen/Ralf Poscher, 33. Aufl. 2017, ISBN 978-3-8114-4525-3.
- mit Werner Frotscher: Verfassungsgeschichte. 10. Auflage, C.H. Beck, München 2011, ISBN 978-3-406-62800-9.
- mit Bernhard Schlink und Michael Kniesel: Polizei- und Ordnungsrecht mit Versammlungsrecht. 7. Auflage, C.H. Beck, München 2012, ISBN 978-3-406-64345-3.
- als Hrsg. mit Christoph Görisch und Bernd J. Hartmann: Hausarbeit im Staatsrecht. Musterlösungen und Gestaltungsrichtlinien für das Grundstudium. 3. Auflage, C. F. Müller, Heidelberg 2015, ISBN 978-3-8114-9412-1.

### Aufsätze (Auswahl)
- Rechtsverweigerung zur Erhaltung der Funktionsfähigkeit staatlicher Einrichtungen. Kritik einer Argumentationsfigur in der Rechtsprechung. In: Verwaltungsarchiv (VerwArch) 68 (1977), S. 217–245.
- Die Sanktion im Gesetzgebungsverfahren. Eine Anmerkung zur Begriffsjurisprudenz im deutschen Staatsrecht. In: Der Staat 16 (1977), S. 557–567.
- Materiale Rechtsfolgen grundgesetzlicher Kompetenz- und Organisationsnormen. In: Archiv des öffentlichen Rechts (AöR) 114 (1989), S. 422–450.
- Der Wert der Auffangfunktion des Art. 2 Abs. 1 GG. Zu einem bundesverfassungsgerichtsinternen Streit um die allgemeine Handlungsfreiheit. In: Archiv des öffentlichen Rechts (AöR) 115 (1990), S. 33–44.
- Die präventiven und repressiven Aufgaben des Bundesgrenzschutzes, besonders an den Binnengrenzen. In: Verwaltungsarchiv (VerwArch) 88 (1997), S. 568–597.
- (mit Tobias Aubel): Der Begriff der Partei der dänischen Minderheit im Schleswig-Holsteinischen Landeswahlrecht. In: Zeitschrift für öffentliches Recht in Norddeutschland, Jg. 2001, H. 4, S. 141–147.